# Great Bear
Great Bear in Hersheypark (Hershey, Pennsylvania, USA) ist eine Stahlachterbahn vom Typ Inverted Coaster des Herstellers Bolliger & Mabillard, die am 23. Mai 1998 eröffnet wurde.

## Fahrt
Die 853,4 m lange Strecke besitzt einen 27,4 m hohen Lifthill und eine 37,8 m hohe Abfahrt. Im Gegensatz zu den meisten anderen Achterbahnen des Typs, folgt nach dem Lifthill nicht gleich die erste Abfahrt, sondern eine Helix. Sie besitzt insgesamt vier Inversionen: einen 30,5 m hohen Looping, einen Immelmann, eine Zero-g-Roll, sowie einen Korkenzieher.

## Züge
Great Bear besitzt zwei Züge mit jeweils acht Wagen. In jedem Wagen können vier Personen (eine Reihe à vier Personen) Platz nehmen. Als Rückhaltesystem kommen Schulterbügel zum Einsatz.

## Bau
Beim Bau der Bahn musste der Hersteller einige besondere strukturelle Elemente und Fundamente verwenden, da die Bahn über einen Fluss gebaut wurde und der Park Probleme damit hatte, Genehmigungen zur Konstruktion von Stützen im Gewässer zu erhalten.

## Fotos

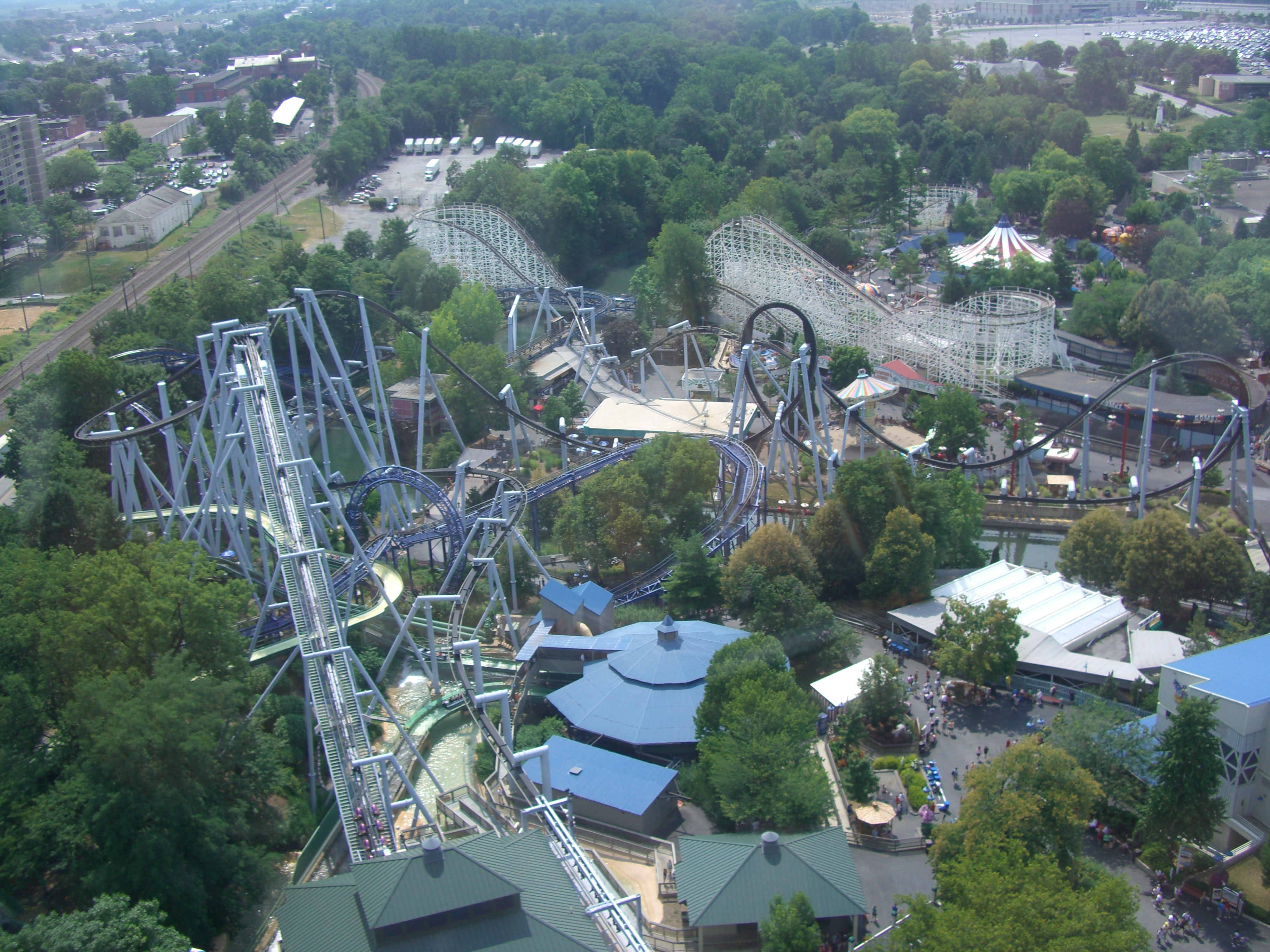
Übersicht
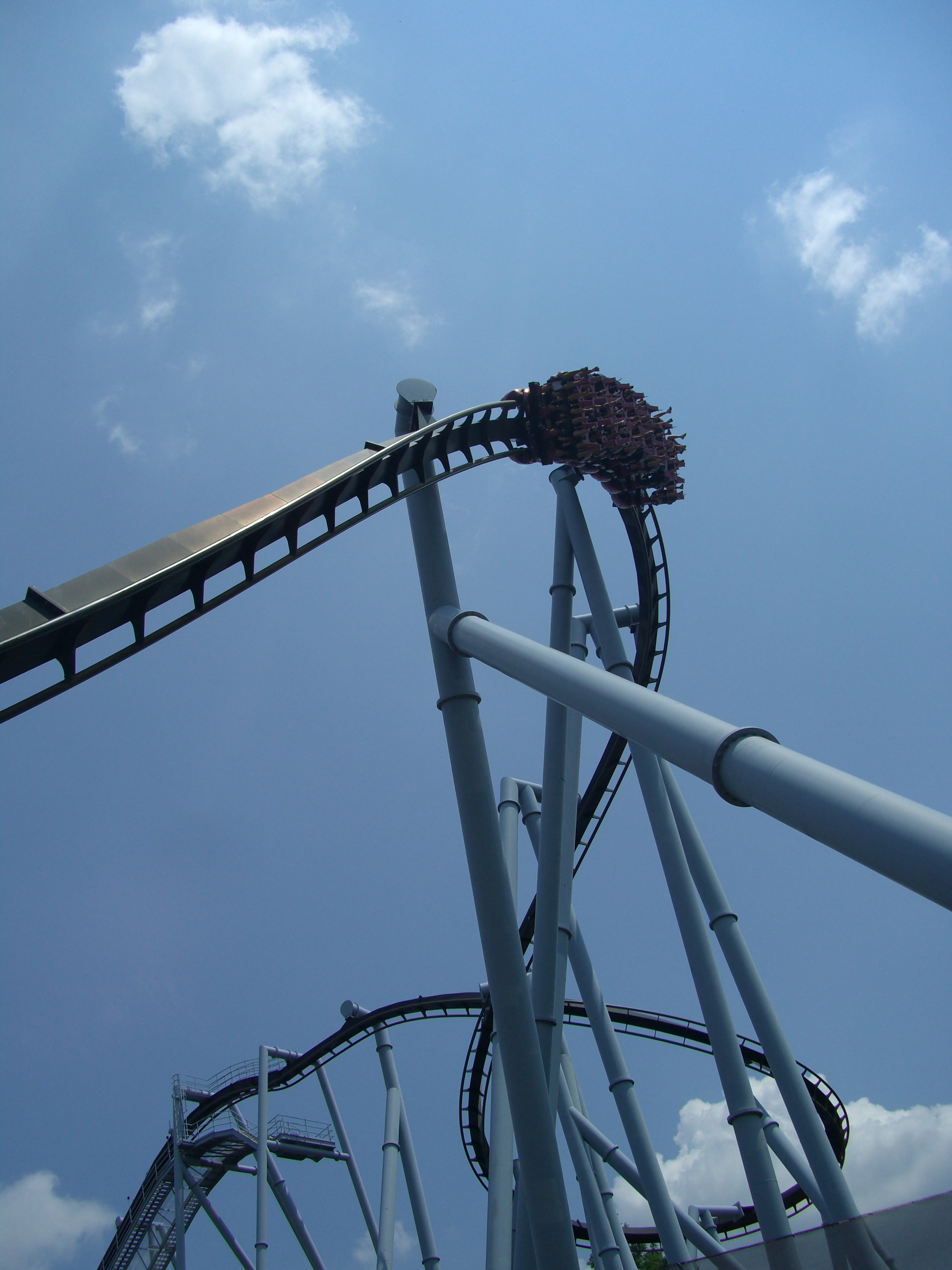
Die erste Abfahrt
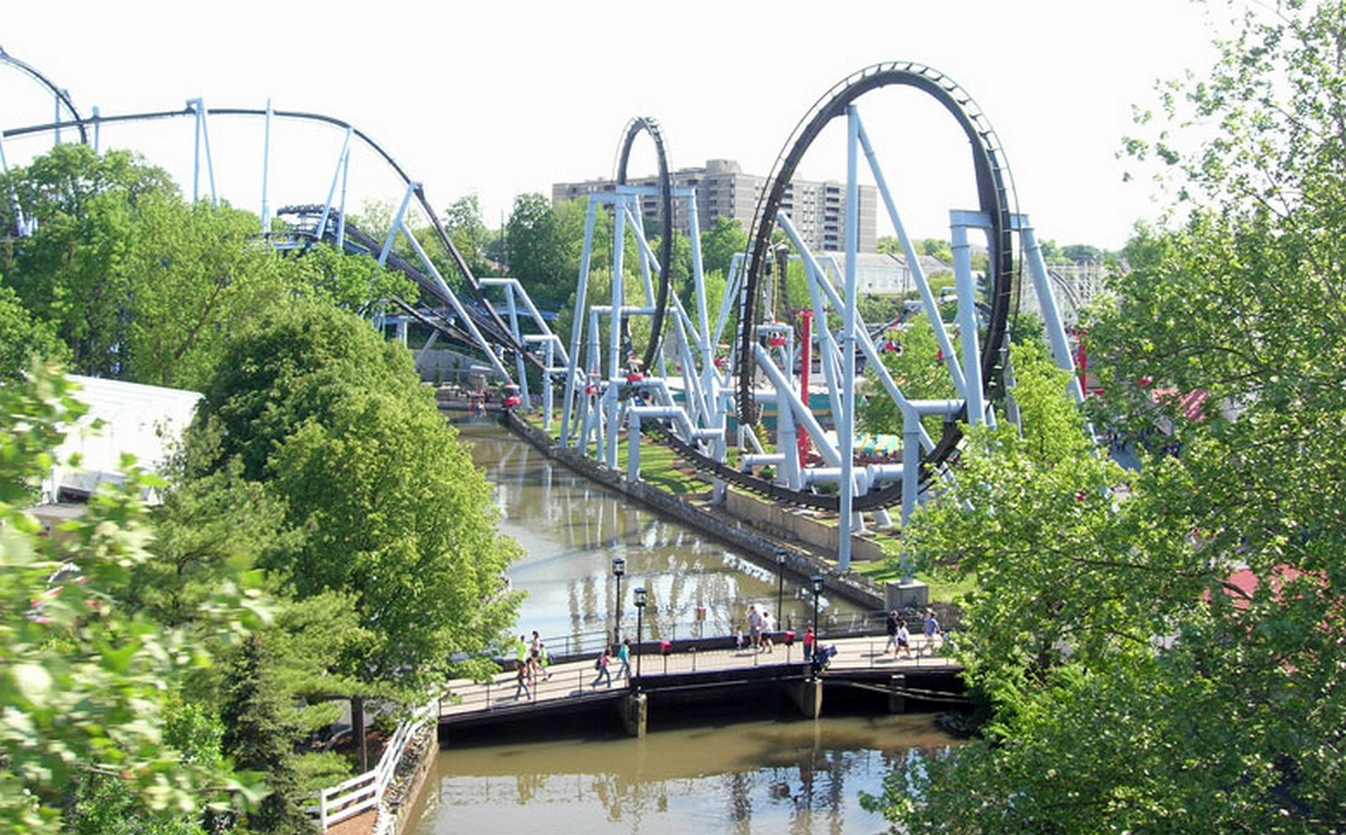
Looping und Immelmann
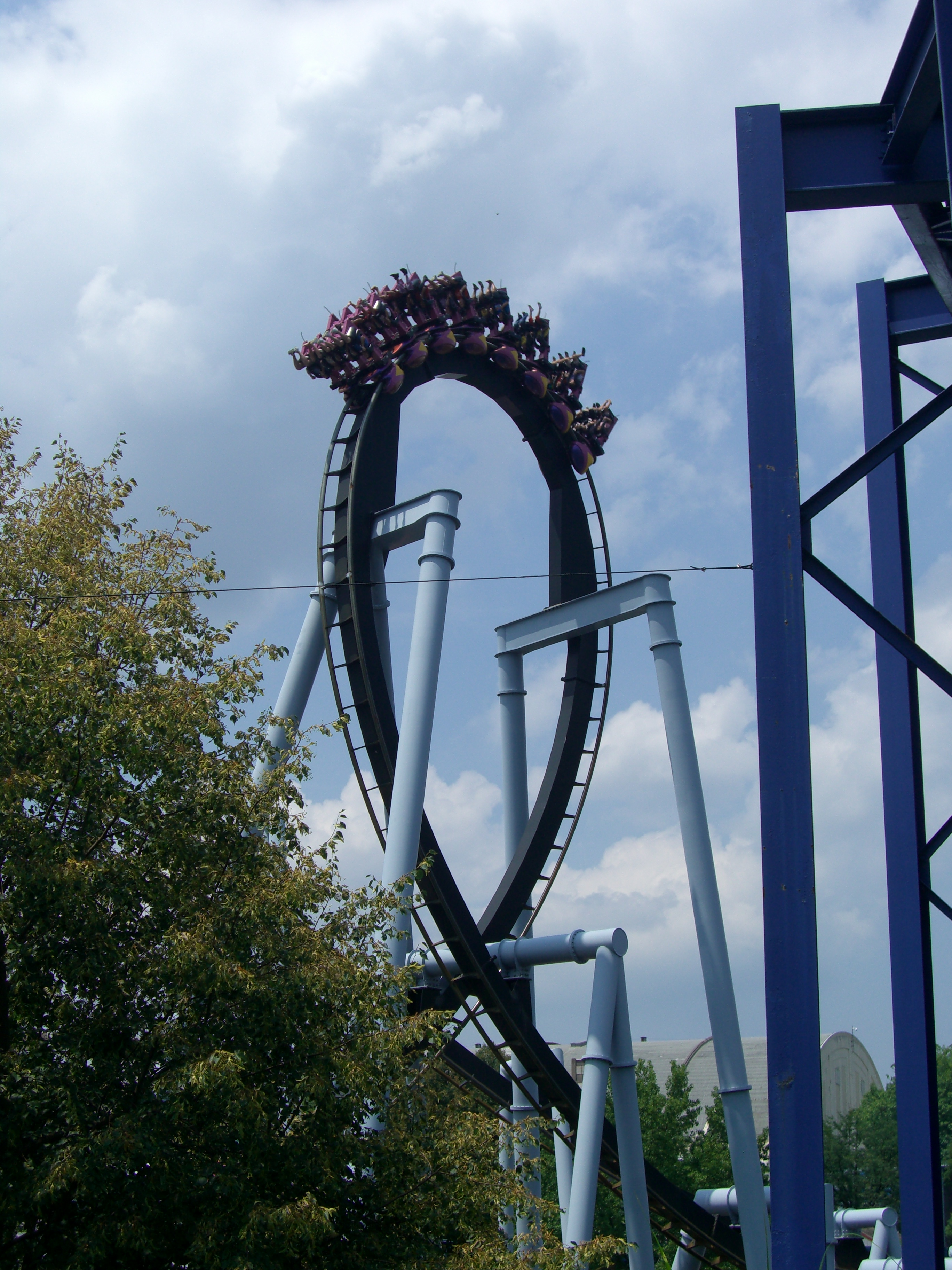
Looping
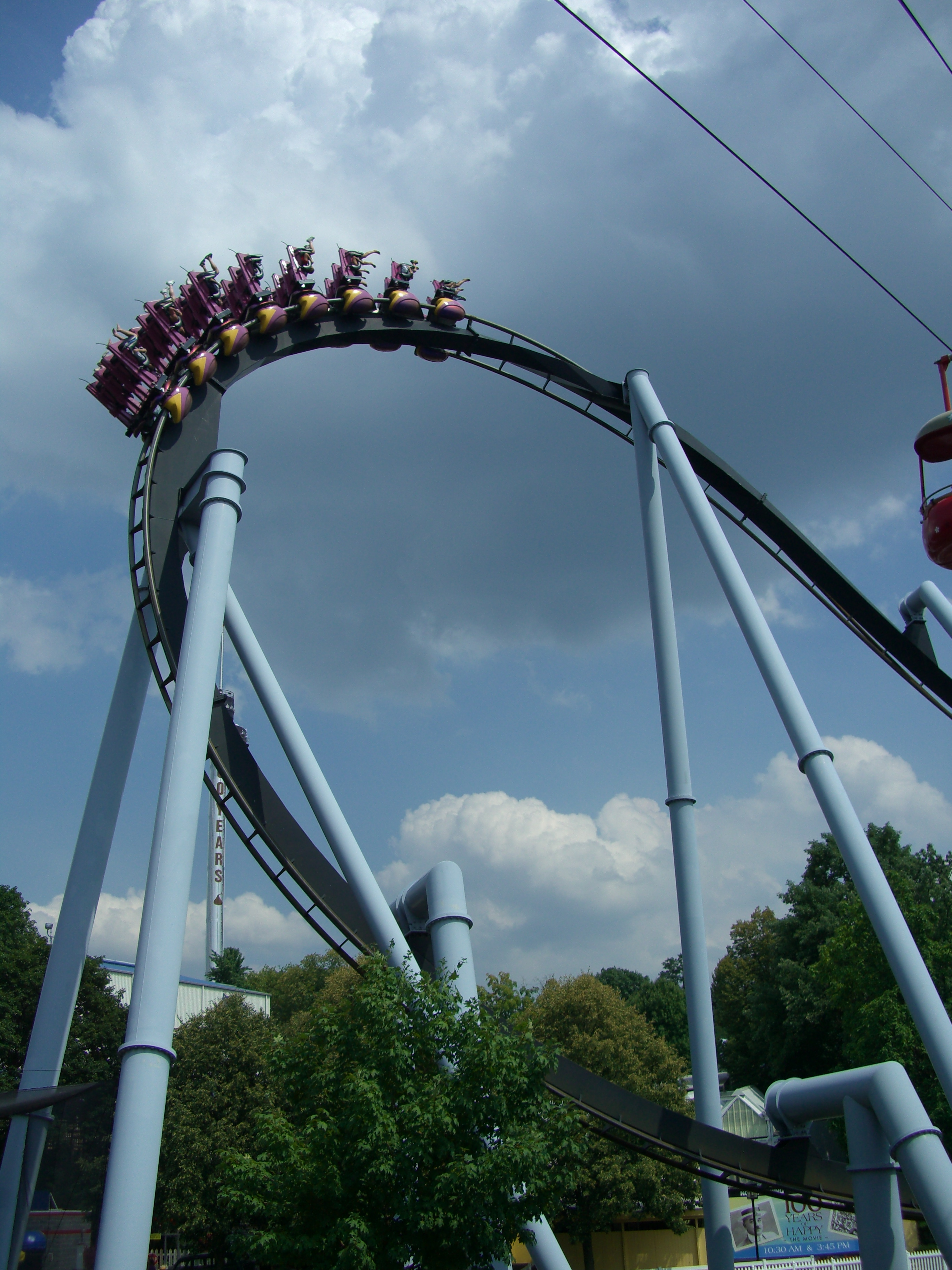
Immelmann
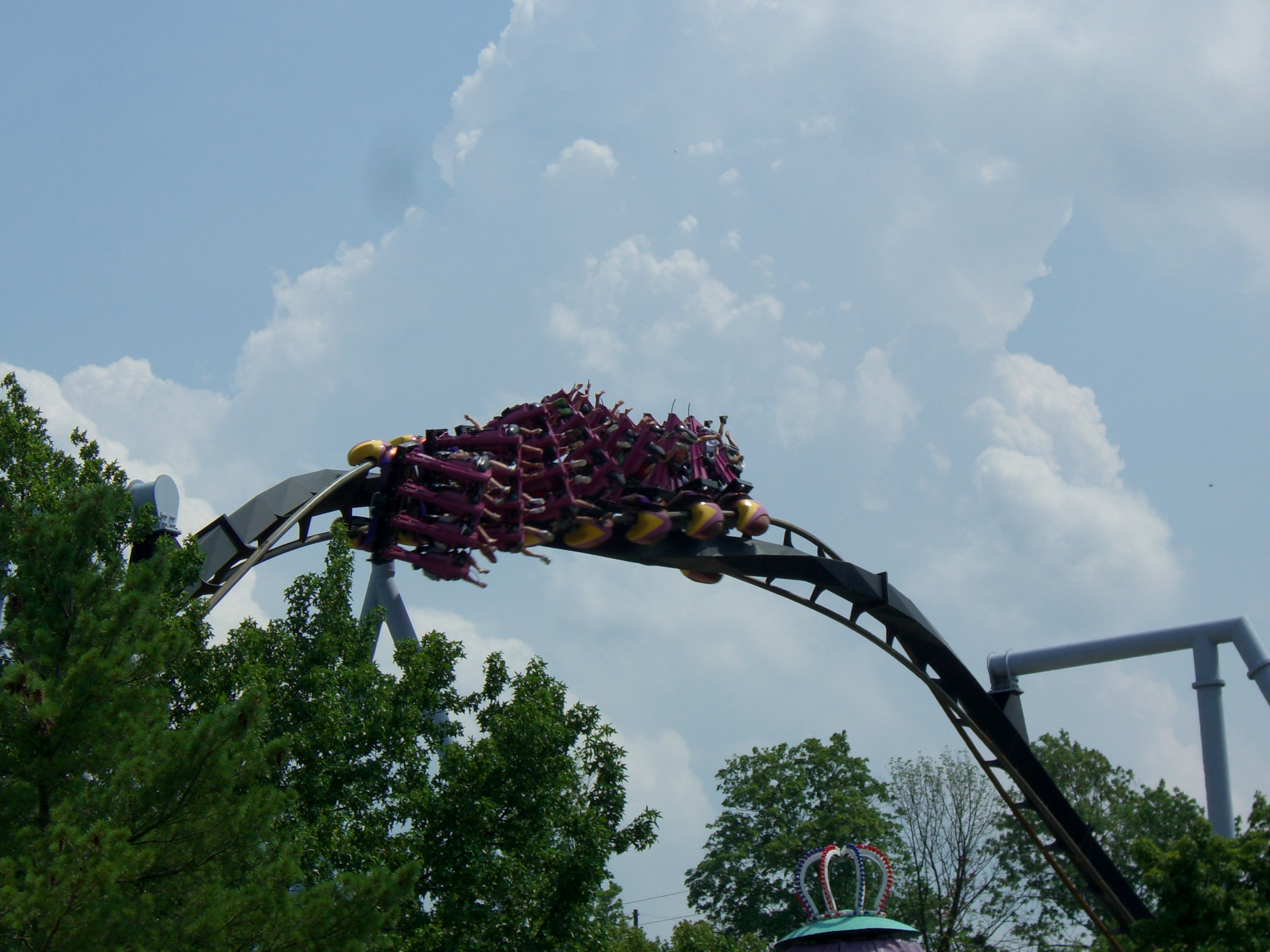
Zero-g-Roll
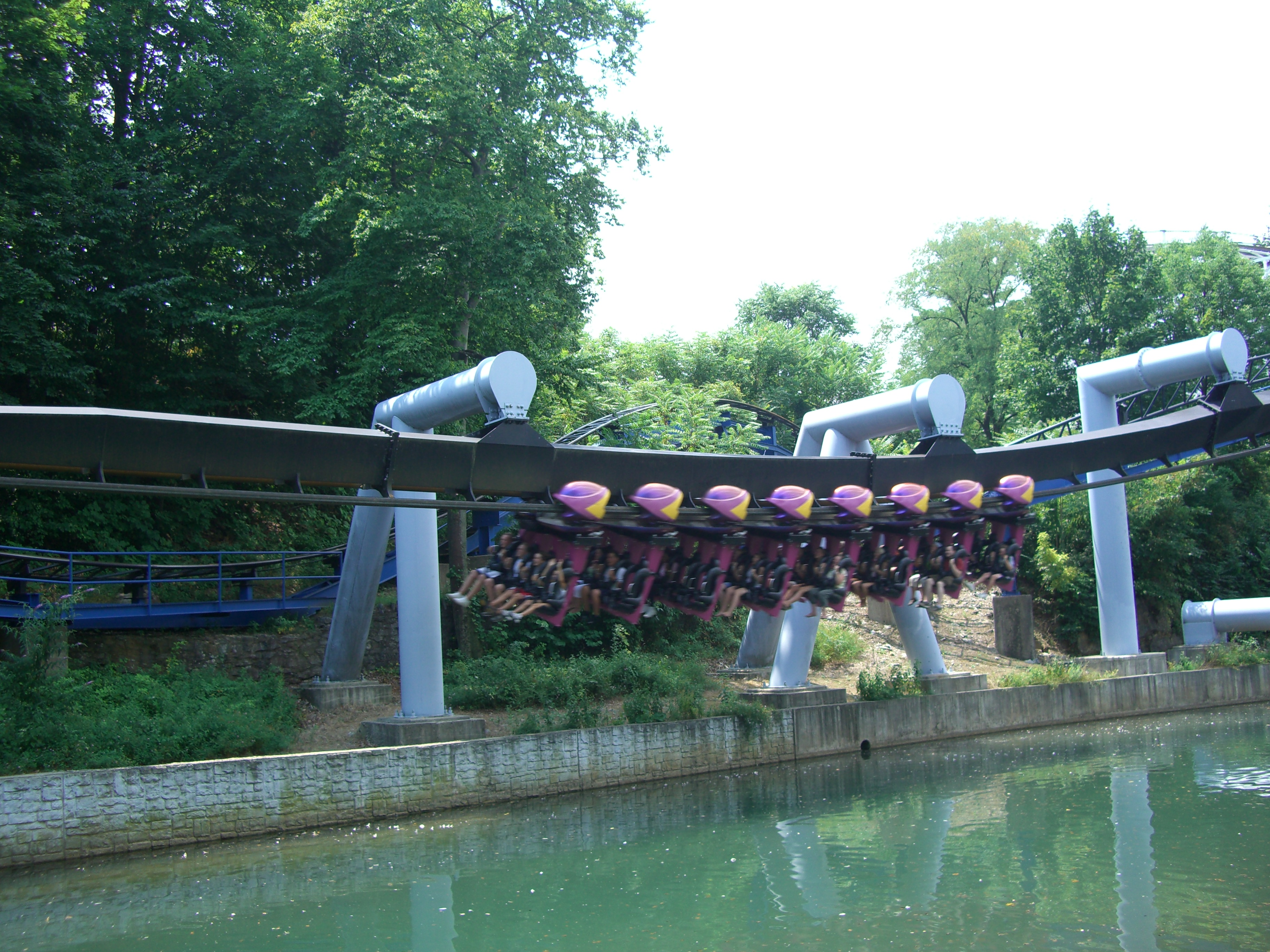